# Juan Manuel Fernández Campero
Juan Manuel Fernández Campero y Esles, o Hesles (Abionzo, Cantabria, 9 de noviembre de 1725 - Madrid, 1791) fue un militar español y funcionario de la corona española en el Virreinato del Perú y en el Tucumán colonial.

## Biografía
Juan Manuel Fernández Campero nació en Abionzo, provincia de Cantabria, el 9 de noviembre de 1725. Fue hijo de Gabriel Fernández Campero y de Ana Hesles Gutiérrez de la Concha, nacida en Villacarriedo en la misma región cántabra. Los antecedentes documentales existentes en su hoja de servicios y en su expediente personal en el archivo de la Orden de Santiago, documentan una genealogía familiar en la cual los matrimonios endogámicos entre los miembros de las familias Fernández Campero, se traducían en una tupida red de parentesco, con notables incidencia en el destino público de muchos de sus miembros. Por ejemplo, su abuela paterna fue María Hesles Campero de Sorrevilla, mientras que su padre poseía grados de parentesco cercanos con los marqueses del Valle de Tojo, (o Marquesado de Yavi en la acepción historiográfica argentina), con miembros de la familia Campero de Tucumán y con la familia Güemes Campero instalada en el Río de la Plata y en el Virreinato de Nueva España.
Llegó al Perú en 1752, bajo la protección de su tío Gabriel de Hesles, secretario del virrey del Perú. Inició su carrera, como corregidor de Quispicanchis en el Perú, donde se casó con Juana de Ugarte en 1757. Enviado a Madrid por las autoridades de Lima en misión oficial, regresó al Río de la Plata con la expedición del gobernador de Buenos Aires, Pedro de Cevallos entre 1761 y 1762. Participó en la toma de la Colonia del Sacramento, y en virtud de su desempeño, Cevallos lo recomendó al rey Carlos III de España, para el cargo de gobernador del Tucumán. La real cédula del 30 de mayo de 1763 lo designó en ese cargo, tomando posesión del gobierno de la extensa provincia del Tucumán en la ciudad de Córdoba, el 20 de febrero de 1764.

### Gobernador del Tucumán (1764-1769)
La toma de posesión del cargo de gobernador por parte de Fernández Campero, coincidió con la designación en la sede diocesana de Córdoba del Tucumán, del obispo Manuel Abad Yllana, un fuerte partidario del regalismo en lo referente a la administración de la Iglesia Católica en la región del Río de la Plata. Convertido en un aliado de Fernández Campero, ambos intentaron desde su cargo imponer reformas en la administración colonial en la línea del reformismo borbónico defendido por el Conde de Aranda, Campomanes o Gaspar de Jovellanos. El reformismo sostenía las ideas del desarrollo del comercio y la industria de la metrópoli, sobre la base de los recursos existentes en las posesiones americanas de la corona española. Esta política chocó contra las estructuras corporativas, familiares y con el conglomerado de intereses político-económicos existentes en las ciudades de Córdoba, San Miguel de Tucumán, pero principalmente en las antiguas ciudades de Salta y Jujuy. Allí las élites coloniales de españoles nativos y criollos propietarios, se resguardaron en sus instituciones vecinales, los cabildos, para combatir las iniciativas de Fernández Campero y sus aliados.
El gobernador llevó a cabo expediciones punitivas al interior del Gran Chaco en 1764, las cuales no tuvieron el resultado que esperaba, puesto que los aborígenes, mejores conocedores del terreno, con mayor movilidad, mayor resistencia a la fatiga y a las privaciones, se ocultaban rápidamente al paso de las tropas o se confederaban para presentar batalla, cuando la ocasión y el lugar se presentaban propicios.
A causa de esto, aconteció el primer conflicto de importancia, cuando Juan Manuel Fernández Campero determinó realizar una "entrada" hacia el Chaco, para detener los ataques indígenas que arreciaban en la frontera oriental de Santiago del Estero y Córdoba, y que las misiones jesuíticas de Córdoba se habían visto imposibilitadas de detener. Para solventar esta avanzada militar ordenó el cobro del impuesto "ramo de sisa" tanto para eclesiásticos como para seculares. Esta medida provocó que la Compañía de Jesús alegara privilegios especiales otorgados por la corona, para no pagar dicho impuesto, a lo que Fernández Campero respondió desconociendo las exenciones. El gobernador alegó competencia desleal del comercio del aguardiente producido por las estancias jesuíticas de San Juan y Mendoza, lo que perjudicaba por su precio menor a los productores particulares de la Gobernación del Tucumán. La influencia de los jesuitas se hizo patente para frenar la medida, pues acudieron al virrey del Perú, quien desautorizó al gobernador y revocó el cobro del impuesto a los jesuitas.
Convino con Pedro de Cevallos la construcción de varios fuertes en las fronteras de los abipones, en Santa Fe, Córdoba y Santiago del Estero. Analizó asimismo la posibilidad de navegación del río Bermejo.
Hubo muchos cuestionamientos a este gobernador, especialmente por varias acusaciones de robo y defraudación de dineros públicos destinados a las cajas reales, generando otro incidente entre Fernández Campero y los Cabildos. Esto sucedió cuando el gobernador tomó los fondos de las reales cajas de Córdoba para financiar su campaña, lo que le valdría la posterior acusación de que los mismos fueron despilfarrados. El Cabildo de Córdoba se reunió desafiando la autoridad del gobernador y levantó la primera denuncia sobre el cobro del ramo de sisa. Esta ola de protestas y de oposición al gobernador se replicó en los cabildos de Salta y Jujuy, en donde su administración comenzó a ser contestada con una inusitada virulencia, orquestada por la Compañía de Jesús.

#### Expulsión de la Compañía de Jesús
En 1766 llegó a Buenos Aires, Francisco de Bucarelli y Ursúa, con la designación de gobernador y con la misión de monitorear la expulsión de los jesuitas del territorio del Río de la Plata conforme a la Pragmática Sanción de Carlos III expedida el 27 de febrero de 1767. Su cumplimiento debía realizarse con el más estricto secreto. En Paraguay y Buenos Aires la orden de expulsión fue cumplida por el propio Bucarelli, mientras que Fernández Campero fue designado para llevarla a cabo en el Tucumán, con la excepción de la ciudad de Córdoba a raíz del conflicto entre el cabildo y el gobernador. Fernández Campero convocó al obispo Yllana y ambos coordinaron la expulsión de los jesuitas de Santiago del Estero, San Miguel de Tucumán y Salta. En medio de este acontecimiento, el Cabildo de Córdoba logró que la Real Audiencia de Charcas iniciara proceso contra Fernández Campero por la malversación del ramo de sisa, enviando a Juan Antonio Zamalloa para adoptar las medidas necesarias tendientes a ello. La Audiencia de Charcas estaba presidida por el pro-jesuita y enemigo declarado de Campero, Juan Victorino Martínez de Tineo.
La expulsión de los jesuitas implicó que sus bienes fueran puestos bajo la custodia y la administración de la corona, en la llamada "Junta de Temporalidades", medida que al ser adoptada por Campero motivó fuertes denuncias en Tucumán y en Salta. Los partidarios de los jesuitas adujeron que parte de los bienes del Colegio de Salta habían sido traspasados al patrimonio personal de Fernández Campero, aumentando de este modo las acusaciones ante la Audiencia de Charcas, la cual poseía la potestad para juzgar y detener al gobernador. Zamalloa decidió detener a Fernández Campero, mientras éste se encontraba en la frontera del Chaco salteño inspeccionando la línea de fuertes. Ante la inminencia de su detención, el gobernador decidió avanzar hacia San Salvador de Jujuy, con parte de sus partidarios. Esto provocó que el 15 de diciembre de 1767 la población de la ciudad se sublevase y armase para resistir el embate del gobernador, acudiendo en su ayuda el teniente de gobernador de Salta, Francisco Toledo Pimentel. Finalmente el gobernador fue apresado en la hacienda de La Calera. Desde allí fue conducido a Charcas para ser juzgado por la audiencia de esa ciudad, adonde llegó el 9 de enero de 1768.
Esta acción fue considerada por Bucarelli como un alzamiento contra la corona, con el agravante de que la recientemente expulsada Compañía de Jesús había actuado a través de sus partidarios. El virrey del Perú, ordenó a la Audiencia de Charcas la reposición del gobernador en su cargo en marzo de 1768, provocando un inesperado cambio de opinión de los vecinos de Córdoba, San Miguel de Tucumán, Salta y Jujuy a favor del gobernador. Sin embargo, este triunfo de Fernández Campero no significó que el virrey del Perú confirmara todo lo actuado, ya que sus medidas, fundadas en el reformismo borbónico, habían provocado un grave estado de sedición en la región del Tucumán y en sus ciudades principales.
Campero fue cesado en sus funciones de gobernador en septiembre de 1769 y fue reemplazado por Gerónimo Luis de Matorras, un comerciante español.

### Últimos años
Continuó al frente de la Junta de Temporalidades. En este cargo siguió teniendo fuertes enfrentamientos con el nuevo gobernador. En 1770, Juan Manuel Fernández Campero se trasladó a Buenos Aires en donde el gobernador, Juan José de Vértiz y Salcedo, lo encarceló mientras se investigaba su conducta al frente de la Junta de Temporalidades. Esta segunda arremetida contra su persona era la prolongación de los "tumultos" del Tucumán de los años anteriores. Fue remitido a España en 1773, mientras el Consejo de Indias inició las actuaciones del caso, sometiéndolo a un sonado juicio de residencia. Por otro lado sus oponentes en el Río de la Plata, Juan Bárcena (líder de los cabildantes de Córdoba), Juan Antonio Zamalloa y Francisco Toledo Pimentel, fueron detenidos y remitidos a Madrid para ser juzgados por alzamiento contra la autoridad real.
El Consejo de Indias en su dictamen final de 1776 declaró que: de donde resulta lo poco fundado de cuanto se acrimina a Campero sobre la Sisa cuyo examen toca al Consejo de Indias y no hay motivo para molestarle sobre este particular, ni prevalerse de él para autorizar sus émulos otro atentado. Con relación a la expulsión de los jesuitas, el Consejo de Indias reconoció la torpeza de Fernández Campero frente a la oposición de los partidarios de estos. Sin embargo declaró que su actuación había sido conforme a lo dictado por la corona y que su administración de los bienes incautados había sido honesta, desmontando de este modo, los rumores arrojados sobre su honor y su honra.
Juan Manuel Fernández Campero fue absuelto y honrado con el hábito de la Orden de Santiago. Regresó al Perú en 1780 como corregidor de Chucuito. Luego participó en la defensa del Cuzco sitiado por Túpac Amaru. Enviado por el virrey a Madrid para entregar los partes oficiales de la rebelión, fue impedido de regresar al Perú por tener que hacerse cargo de la denuncia contra sus cuñados, los Ugarte, acusados de sedición por haber recibido una carta del mismo Túpac Amaru, invitándolos a sumarse a la rebelión. La sospecha de las Autoridades españolas se fundaba en el hecho de que su esposa, Juana Ugarte y Gallegos, era descendiente por vía materna de la Ñusta Juana Arzapay, hija de Huayna Capac, por lo tanto poseía sangre real de la Familia de los Incas. Por estas razones, los Ugarte poseían preeminencia social en Cusco, generando resistencias entre la elite criolla por su carácter de mestizos, y afines a la nobleza indígena cusqueña.
Falleció en Madrid, en 1791. Uno de sus hijos, Mariano Campero y Ugarte sería un famoso oficial realista que intervendría en la guerra de la Independencia del Perú y que terminaría siendo ministro de Relaciones Exteriores de la Confederación Peruano-Boliviana, bajo el gobierno del Mariscal Andrés de Santa Cruz.